# Kostel svatého Augustina (Madrid)
Kostel svatého Augustina je křesťanský kostel v Madridu, postavený na ulici Joaquina Costy, v oblasti El Viso. Je to dílo klasického architekta Luise Moya Blancy z let 1946 až 1950.
Budova má eliptický půdorys. Čtyři kruhové boční kaple jsou věnované Nejsvětější svátosti, sv. Filomeně, sakristii a křtitelnici. Ke kostelu přiléhá fara.

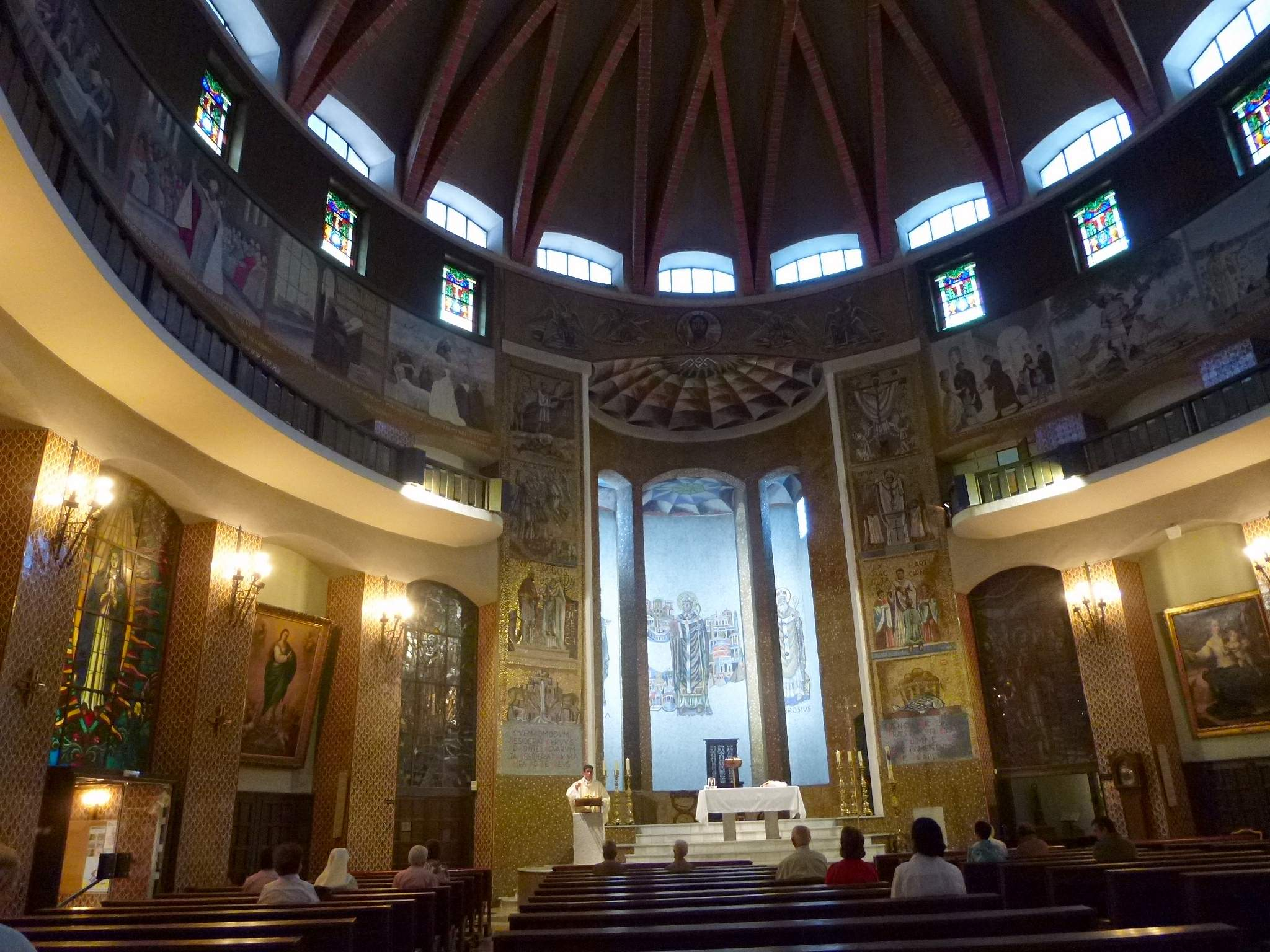
Interiér
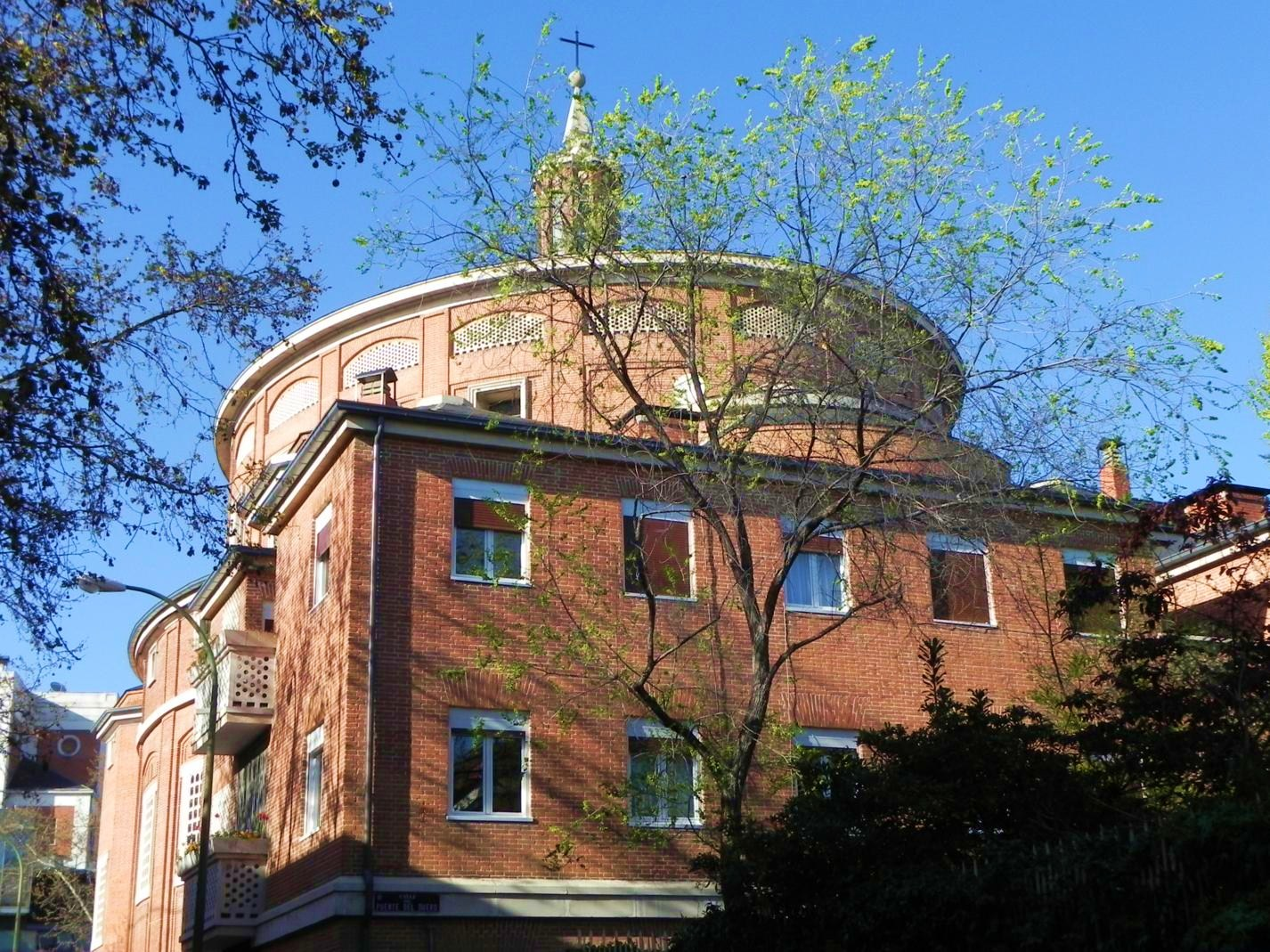
Fara